# Ledger (журнал)
Ledger (с англ. — «реестр») — научный журнал о криптовалютах и технологии блокчейн, а также связанных с ними темах, включая математику, информатику, инжиниринг, юриспруденцию и экономику, публикуется в открытом доступе. Стал первым рецензируемым научным журналом о криптовалюте.
В редакционный совет журнала входят учёные из ряда крупнейших западных вузов, включая Оксфордский университет, Стэнфордский университет, Корнеллский университет, Университет Дьюка, Массачусетский технологический институт, а также старший научный консультант Банка Англии Михаэль Кумхоф и   сооснователь программной платформы Ethereum Виталик Бутерин.

## Тематика
Журнал направлен на привлечение научного сообщества к работе над криптовалютной тематикой, а также на развитие культуры научного исследования в криптовалютном сообществе. Он публикуется в открытом доступе Университетом Питтсбурга. Плата с авторов статей за их публикацию не взимается.
В число рассматриваемых тем входят следующие:
- Развитие новых криптовалютных компьютерных алгоритмов/протоколов;
- Анализ существующих криптовалютных алгоритмов/протоколов;
- Новые криптографические методы для криптовалют;
- Сетевой анализ публичных реестров транзакций;
- Макроэкономические исследования криптовалют;
- Конструктивные особенности новых компонентов компьютерных комплектующих;
- Новые направления использования криптовалют;
- Правовое регулирование обращения криптовалют;
- Финансовая система и влияние децентрализованных реестров на рынки;
- Анализ предлагаемых изменений криптовалютных протоколов.

Процесс рецензирования статей не имеет отличий от других академических журналов. Однако основной акцент делается на исследованиях в области блокчейн-технологии. При этом редакция журнала использует данную технологию для создания временных меток для публикуемых статей.

## История создания
Идея создания журнала Ledger возникла в ходе дискуссии между доцентом кафедры химического и нефтегазового машиностроения Университета Питтсбурга Кристофером Е. Вилмером и канадским физиком и бизнесменом Питером Р. Ризаном, которая состоялась на одном из интернет-форумов, посвященных биткойну. Позднее они стали главными редакторами этого издания. По словам Ризана, он хотел создать академический междисциплинарный коммуникационный канал, который предоставлял бы лучшим умам в экономике, социологии, физике, юриспруденции и социологии возможность вносить вклад на высшем уровне в развитие биткойна.